# كريس جوتيريز
كريستوفر جوتيريز (بالإنجليزية: Christopher Gutiérrez؛ مواليد 22 أبريل 1991) هو مُقاتل فنون قتالية مختلطة أمريكي.

## وصلات خارجية
- كريس جوتيريز على موقع يو إف سي (الإنجليزية)
- كريس جوتيريز على موقع شيردوغ (الإنجليزية)
- كريس جوتيريز على موقع Tapology.com (الإنجليزية)